# 石重貴
石 重貴（せき じゅうき）は、五代十国時代の後晋の第2代（最後の）皇帝。『新五代史』では出帝と記載される。

## 生涯

### 皇族時代
石重貴は高祖（石敬瑭）の兄の石敬儒の子として晋陽に生まれた。その後、石敬瑭の養子となる。
天福元年（936年）、石重貴は石敬瑭に従って洛陽に入り、北京留守・太原尹・河東節度使に任じられた。
天福3年（938年）11月、石重貴は鄭王・開封尹に任じられた。
天福6年（941年）には斉王・広晋尹・功徳使に転任となった。

### 即位後
天福7年（942年）6月に高祖（石敬瑭）が崩御したことにより、石重貴は後晋の2代皇帝に即位し、開運と改元した。
石重貴の在位中の後晋は、蝗害が各地で発生し、逃戸飢民が大量に発生した。また景延広の建議により契丹への臣下の礼を廃し、後晋は契丹に対し対決姿勢を明確にした。
この後晋の挑戦的な姿勢に対して、契丹は後晋に侵攻したが、後晋は契丹軍を2度にわたり防いだ。
しかし、開運3年（946年）、契丹の3度目の侵攻で、後晋の都「開封」は陥落し、出帝（石重貴）は契丹軍に降伏した。ここに後晋は滅亡した。
降伏した石重貴は太宗（耶律堯骨）から負義侯に封じられ、北方に連れ去られて後に建州で没している。

## 宗室

### 后妃
- 馮皇后

### 男子
- 石延煦
- 石延宝